# Калач (город)
Кала́ч — город (с 1945) в России, административный центр Калачеевского района Воронежской области и городского поселения Калач.
Население — 16 635 (2025).

## География
Город расположен при слиянии рек Толучеевки и Подгорной (бассейн Дона), в 190 км к юго-востоку от Воронежа. На западе и юге к городу примыкает крупное село Заброды.

## История
Как показывают археологические раскопки, ещё во втором тысячелетии до нашей эры нынешнюю территорию района населяли древние народы, занимавшиеся земледелием и скотоводством. На протяжении многих столетий территории будущего города служили стойбищами для кочевников. С 1571 года в пределах нынешнего Калачеевского района организуется постоянная общественная сторожевая служба.
Постоянные поселения возникают в начале XVIII века. Их основывали украинцы: как вольные украинские переселенцы так и казаки Острогожского полка. В 1715 году Воронежская губернская канцелярия дала предписание о создании поселения — слободы Калач. Торговое значение слободы возросло, когда в 1896 году была построена железная дорога.
В годы гражданской войны край оказался плацдармом ожесточённых сражений. В 1919—1924 годах был центром уезда.
30 июля 1928 году Калач становится центром новообразованного Калачеевского района.
Не остался в стороне Калачеевский район в годы Великой Отечественной войны. Более 15 тысяч человек сражались на различных фронтах. Более 9 тысяч уроженцев города не вернулись с поля боя. 17 калачеевцам присвоено звание Героя Советского Союза. В окрестностях города проходили оборонительные бои в июле 1942 (Сталинградская битва).
10 января 1945 года село Калач преобразовано в город районного подчинения Указом Президиума Верховного Совета РСФСР.
В мирное время 5 тружеников района удостоились звания Героя Социалистического Труда. В последние годы в районе шло укрепление хозяйства, росла урожайность сельскохозяйственных культур, увеличивалось поголовье скота, улучшалась техническая оснащённость колхозов. В 1960 году принял первое зерно крупнейший в области элеватор. В 1970—1980 годы в пригороде Калача были пущены в эксплуатацию крупные предприятия: сахарный и сыродельный заводы, мясокомбинат, электрические сети, трансгаз.
Калач в наше время — современный город с развитой социальной инфраструктурой, состоящей из множества образовательных, культурных и медицинских учреждений. На территории района находится более ста памятников истории, культуры, архитектуры.

## Климат
Климат города умеренно континентальный, с относительно холодной зимой и жарким, засушливым летом.
| Показатель                    | Янв.  | Фев.  | Март  | Апр.  | Май  | Июнь | Июль | Авг. | Сен. | Окт.  | Нояб. | Дек.  | Год   |
| ----------------------------- | ----- | ----- | ----- | ----- | ---- | ---- | ---- | ---- | ---- | ----- | ----- | ----- | ----- |
| Абсолютный максимум, °C       | 10,2  | 13,1  | 20,3  | 30,4  | 36,5 | 39,2 | 41,5 | 41,7 | 36,7 | 30,5  | 19,6  | 13,4  | 41,7  |
| Средний суточный максимум, °C | 0,7   | 1,3   | 4,3   | 13,9  | 20,1 | 23,5 | 26,2 | 25,6 | 17,7 | 11    | 6,5   | 0,4   | 13,1  |
| Средняя температура, °C       | −6,1  | −6,5  | −1    | 8,4   | 15,1 | 19,3 | 21,2 | 19,9 | 13,7 | 7,2   | −0,2  | −4,9  | 7,2   |
| Средний суточный минимум, °C  | −16,6 | −15,6 | −8,6  | 1,8   | 11,8 | 15,9 | 17,4 | 16,8 | 9,6  | 1     | −7,8  | −11,9 | 5,8   |
| Абсолютный минимум, °C        | −36,4 | −37,7 | −36,5 | −21,2 | −5,7 | 0,6  | 4,5  | 1,3  | −5   | −17,5 | −26,5 | −32,5 | −37,7 |
| Норма осадков, мм             | 42    | 33    | 29    | 24    | 37   | 57   | 57   | 35   | 50   | 40    | 43    | 42    | 489   |
| Источник: ФГБУ "ВНИИГМИ-МЦД"  |       |       |       |       |      |      |      |      |      |       |       |       |       |

## Население
| 1859    | 1897    | 1939    | 1959    | 1967    | 1970    | 1979    | 1989    |
| ------- | ------- | ------- | ------- | ------- | ------- | ------- | ------- |
| 12 928  | ↗16 543 | ↗18 600 | ↘16 906 | ↗18 000 | ↗18 475 | ↗20 187 | ↗23 183 |
| 1992    | 1996    | 1998    | 2002    | 2003    | 2005    | 2006    | 2007    |
| ↘22 900 | ↗23 000 | →23 000 | ↘20 950 | ↗21 000 | ↘20 500 | ↘20 300 | →20 300 |
| 2009    | 2010    | 2011    | 2012    | 2013    | 2014    | 2015    | 2016    |
| ↗20 454 | ↘20 046 | ↘20 000 | ↘19 847 | ↘19 603 | ↘19 516 | ↘19 248 | ↘19 182 |
| 2017    | 2018    | 2020    | 2021    | 2025    |         |         |         |
| ↘19 035 | ↘18 834 | ↘18 221 | ↘17 624 | ↘16 635 |         |         |         |

На 1 января 2025 года по численности населения город находился на 730-м месте из 1124 городов Российской Федерации.
Национальный состав
По итогам переписи населения 2020 года проживали следующие национальности (национальности менее 0,1 % и другое, см. в сноске к строке «Другие»):
| Национальность | Численность, чел. | Доля     |
| -------------- | ----------------- | -------- |
| Русские        | 16 196            | 91,90 %  |
| Армяне         | 82                | 0,47 %   |
| Украинцы       | 35                | 0,20 %   |
| Узбеки         | 22                | 0,12 %   |
| Другие         | 1289              | 7,31 %   |
| Итого          | 17 624            | 100,00 % |

## Экономика
- сахарный завод
- пищевой комбинат
- мясной комбинат
- завод по производству молочной продукции
- комбинат хлебопродуктов Калачеевский
- завод стройматериалов
- авторемонтные заводы
- линейное производственное управление магистральных газопроводов
- добыча мела (добыча прекращена)
- IT-кластер «Черноземье»

## Органы местного самоуправления
1) Совет народных депутатов — представительный орган, состоит из 15 депутатов, срок полномочий — 5 лет;
2) Глава городского поселения — избирается Советом народных депутатов из своего состава, исполняет полномочия председателя Совета народных депутатов;
3) Администрация городского поселения — исполнительно-распорядительный орган. Главой администрации городского поселения является лицо, назначаемое на должность главы администрации по контракту, заключённому по результатам конкурса;
4) Ревизионная комиссия городского поселения — контрольно-счётный орган.

## В искусстве
Упоминается в песне «Эшелонная (Песня о Ворошилове)» на слова Осипа Колычева.

## Культура
- Калачеевский районный краеведческий музей
- Кинотеатр «Октябрь»
- РДК Юбилейный
- ДК Заброденский
- ДК им. В. И. Чапаева
- 5-D центр «Красная звезда»

## Памятники истории и архитектуры
- Памятник В. И. Ленину
- Памятник Жаку Якобину
- Памятник В. Ф. Маргелову
- Памятник Е. А. Родионову
- Калачеевская меловая пещера
- Храмовый комплекс Успенской церкви (XVIII—XX века. Памятник архитектуры)
- Успенская церковь (1750 год. Памятник архитектуры)
- Дом Лисицына (Калач, улица 9 Января, 3; начало XX века. Памятник архитектуры)
- Здание начальной школы (Калач, площадь Ленина, 10; XIX век. Памятник архитектуры)
- Жилой дом (Калач, улица Красноармейская, 3; XIX век. Памятник архитектуры)
- Жилой дом (Калач, площадь Ленина, 6; 1900 год. Памятник архитектуры)

## Образование
В городе Калач действуют образовательные учреждения и организации:
- Калачеевский детский сад № 4
- Калачеевский детский сад № 5
- калачеевский детский сад № 6
- Калачеевский детский сад № 7
- Калачеевская гимназия № 1
- Калачеевская СОШ № 1
- Калачеевская СОШ № 6
- Калачеевская детская школа искусств
- Калачеевский аграрный техникум

#### Известные уроженцы
- Краснощёков, Павел Сергеевич (1935—2016) — советский и российский математик, академик РАН (1992).